# جامعه‌شناسی مهاجرت

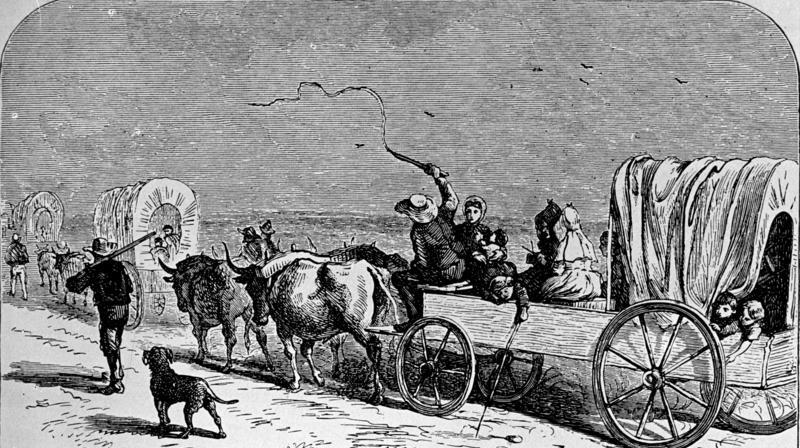
جامعه‌شناسی مهاجرت

جامعه‌شناسی مهاجرت (به انگلیسی: sociology of immigration) شامل تجزیه و تحلیل مهاجرت از نظر جامعه‌شناسی، به‌ویژه با درنظر داشتن نژاد، قومیت، ساختار اجتماعی و خط مشی سیاسی می‌باشد. مفاهیم مهم شامل همگون‌سازی فرهنگی، «فرهنگ پذیری» ، محرومیت اجتماعی، چندگانگی فرهنگی، پسا استعمارگرایی، فراملیتی و «همبستگی اجتماعی» می‌باشد.

## تاریخچه

### قبل از قرن بیستم میلادی
بومی‌گرایی در بیشتر جوامع، تاریخی طولانی دارد.

### قرن بیستم میلادی
مهاجرت جهانی در قرن بیستم بالاخص در نیمه اول این قرن افزایش یافت. مهاجرین اروپایی به دلیل جنگ جهانی اول و جنگ جهانی دوم به میزان وسیعی (مثلاً) به ایالات متحده آمدند. به‌ویژه در خاتمهٔ جنگ جهانی اول (۱۹۱۸ میلادی) بعضی آمریکایی‌ها مهاجرین اروپایی را برای فرهنگ آمریکایی خطرناک خواندند. کنگره ایالات متحده در سال ۱۹۲۴ میلادی، قانون مهاجرت ۱۹۲۴ را تصویب نموده و در آن سهمیه سخت‌گیرانه‌ای را برای مهاجرینی که به ایالات متحده وارد می‌شدند وضع نمود.
برچسب‌های بدنامی چون «اشغال کنندگان شغل» و «مجرمین» که به مهاجرین زده می‌شد در دهه ۶۰ تا ۹۰ قرن بیستم میلادی فروکش کرد و در عوض امریکایی‌ها مهاجرین را به‌عنوان بانی خیر اقتصاد، فرهنگ و سیستم سیاسی آمریکا می‌دیدند. هرچند برچسب‌های منفی که به مهاجرین در نیمه اول قرن بیستم میلادی زده می‌شد، بر اعمال آن‌ها در جامعه و درک‌خودی آن‌ها تأثیر گذاشت (در جامعه‌شناسی بنام نظریه برچسب‌زنی یاد می‌شود)، اما امروزه مهاجرین توانسته‌اند به آسانی خود را با جامعه همگون ساخته و شبکه‌های اجتماعی قوی بسازند که در راستای به دست‌آوردن سرمایه اجتماعی «معلومات، دانش در مورد مردم یا چیزها و ارتباطات که به افراد کمک می‌کند تا در شبکه‌های اجتماعی وارد شوند، قدرت بدست آورده یا تأثیر بگذارند» به آن‌ها کمک نماید.

### قرن بیست و یکم
جامعه‌شناسان در قرن بیستم و یکم مهاجرت را به‌دقت مورد مطالعه قرار داده‌اند. اکثریت مهاجرینی که در اوایل قرن بیست و یکم وارد ایالات متحده شدند شامل مهاجرین اروپایی بودند، اما در مقایسه قرن بیست و یکم شاهد ورود مهاجرین، اکثراً از آسیا، خاورمیانه و آمریکای لاتین به ایالات متحده بود. جامعه‌شناسان در خلال سال‌های ۲۰۰۰ تا ۲۰۰۱ میلادی به هزینه‌ها و مزایای جمعیت متنوع و جدید مهاجرین بر نهادها، فرهنگ، وظایف اقتصادی و امنیت ملی توجه ویژه نمودند. جامعه‌شناسان پس از حمله به مرکز تجارت جهانی و پنتاگون در ۱۱ سپتامبر ۲۰۰۱ میلادی، نمادگرایی فزایندهٔ سخن‌های ضد مهاجرت بر مهاجرین اهل خاورمیانه که از جانب آمریکایی‌ها بیان می‌شد را به‌دقت مورد تجزیه و تحلیل قرار دادند. نظریه‌پردازان «کارکردگرایی ساختاری» نیز اثرات مهاجرت گسترده، ناشی از جنگ‌ها، بی‌ثباتی اقتصادی و تروریسم را بر نهادهای اجتماعی ملت‌های میزبان، بر قوانین بین‌المللی و بر «نرخ‌های همگون سازی» را مورد مطالعه قرار دادند. افزون بر آن، جامعه‌شناسان با به‌کارگیری نظریه تضاد اجتماعی، به‌ویژه تضادهای بازار کار که ادعا می‌شود ناشی از افزایش رقابت در بازار به علت بالارفتن رقابت میان مهاجرین و کارگران بومی برای یافتن کار و تحرک اجتماعی است، را تجزیه و تحلیل نمودند. چون میزان مهاجرت جهانی همواره در حال افزایش است، این حوزه جامعه‌شناسی علاقه خاصی دارد تا مهاجرت در قرن بیست و یکم را نظارت نماید، چون پدیده مهاجرت با نظریات بنیادینی چون کنش متقابل نمادین، تضاد اجتماعی و کارکردگرایی ساختاری مرتبط است.

### تغییر نسلی
در مطالعات مهاجرت، دانشمندان علوم اجتماعی تعاریف متفاوتی برای نسل‌های مختلف مهاجرین ارائه می‌نمایند. اصطلاح «نسل» در جامعه‌شناسی به‌عنوان «معیاری برای فاصله از کشور قدیمی» به‌کار برده می‌شود. به این معنی که جامعه‌شناسان افرادی را که در بزرگ‌سالی از یک جامعه دیگر به ایالات متحده نقل مکان می‌نمایند (در مورد مهاجرین که به ایالات متحده مهاجرت می‌کنند) به‌عنوان مهاجرین «نسل اول»، اطفال آن‌ها که در ایالات متحده متولد می‌شوند به‌عنوان مهاجرین «نسل دوم» و به ترتیب اطفال آن‌ها به‌عنوان مهاجرین «نسل سوم» یاد می‌نمایند.
در جریان اواسط قرن بیستم در ایالات متحده، نسل‌های اول، دوم و سوم مهاجرین ویژگی‌های مجزایی از خود نشان دادند. مهاجرین نسل دوم با داشتن والدین مهاجر که شاهد رویدادهای تاریخی در اواسط قرن بیستم بودند، یک هویت اجتماعی مجزا هم در خود و هم در فرهنگ مشهور آمریکایی تشکیل دادند. در اواخر دهه ۳۰ قرن بیستم میلادی، مورخ آمریکایی «مارکوس لی هانسن» «تفاوت‌های مشخصی میان رویه‌های مهاجرین نسل دوم و فرزندان نسل سوم آن‌ها نسبت به هویت قومی» مشاهده نمود. در حالی‌که نسل دوم مشتاق همگون شدن بودند، اما نسل سوم از نظر عاطفی اشتیاق به «قومیت» داشتند که جامعه‌شناس «دالتون کانلی» آن را به‌عنوان «وابستگی یا ویژگی قومی یک فرد» تعریف می‌کند. با این وجود، امروزه مهاجرین قرن بیست و یکم، به ویژه در میان مهاجرینی که به ایالات متحده نقل مکان می‌نمایند، نسبت به پیشینیان قرن بیستمیشان، خود را با جامعه همگون تر می‌کنند، به‌ویژه در تغییر برای استفاده از زبان انگلیسی به عنوان زبان اصلی برای ارتباطات.
هرچند نسل‌های معاصر مهاجرین دارای پس‌زمینه‌ها و فرهنگ‌های قومی مشترکی هستند، اما تفاوت‌هایی در میزان تحرک اجتماعی، دست‌آوردهای اقتصادی، تحصیلات و روابط خانوادگی میان اعضای این نسل‌ها وجود دارد.

## سه نگرش جامعه‌شناختی

### تعامل‌گرایی نمادین
«تعامل‌گرایی نمادین» یک «نظریه سطح خرد است که در آن معانی، گرایش‌ها و فرضیات مشترک، انگیزه‌های ابتدایی که پشت کنش‌های افراد قرار دارند را شکل می‌دهد». این نظریه، برخلاف «جامعه‌شناسی کلان» ، متمرکز بر این است که تعاملات رو در رو چه‌گونه دنیای اجتماعی را می‌سازند.
نظریه کنش متقابل نمادین بدین منظور به‌کار گرفته شده‌است تا دانسته شود که برداشت‌های مهاجرین چگونه شکل می‌گیرد یا ساخته می‌شود. مهاجرت به ایالات متحده از ۱۹۶۵ میلادی بدین سو در حال افزایش بوده‌است. نظرسنجی‌های عمومی نشان داده‌اند که «درصد آمریکایی‌هایی که می‌خواستند مهاجرت کاهش یابد، قبل از ۱۹۶۵ بسیار پایین بود، اما این درصد از ۱۹۶۵ تا اواخر دهه ۱۹۷۰ شروع به بالا رفتن کرد و پس از آن تاریخ نیز به‌طور شگرفی افزایش یافت». یکی از دلایل مبنی بر این‌که چرا مردم بومی نسبت به افزایش مهاجرت واکنش منفی نشان می‌دهند، اغلب تصاویر منفی از مهاجرینی است که توسط رسانه‌ها پخش می‌شوند. افزون بر آن، قانون‌مند سازی مهاجرت مانند «لایحهٔ مسئولیت شخصی و توافق بر فرصت‌های شغلی ۱۹۹۶» ، باعث افزایش احساسات ضد مهاجرتی، سخنرانی‌های بومی‌گرایانه و جنبش‌های اجتماعی در ایالات متحده شده‌است. همچنین ثابت شده که تهدیدات گروهی، نقش مهمی در توضیح برخورد امریکایی‌ها نسبت به مهاجرین داشته‌است. ترس از تغییر دادن بخش‌هایی از فرهنگ موجود مانند زبان مادری توسط خارجی‌ها، منتج به افزایش احساسات و چند قطبی شدن بیشتر مردمان بومی می‌گردد. همه این مثال‌ها روی هم رفته، اهمیت «وضعیت اصلی» مهاجرین در شکل‌دهی نوع دیدگاهی که دیگران از آن‌ها دارند و همچنین درکی که آن‌ها از خودشان دارند را نشان می‌دهند؛ مثلاً، انگ نژادی که مهاجرین مکزیکی در ایالات متحده با آن موجه اند «وضعیت پایین و درک‌خودی امریکایی‌های مکزیکی الاصل را افزایش داده‌است». زمانی‌که امریکایی‌های مکزیکی الاصل این درک در مورد نژاد شان را درونی می‌سازند، شروع به عمل مطابق با آن نموده و به‌طور غیر مستقیم این درک را تحکیم می‌بخشند.